# Haut-commissariat de la République française dans les provinces du Rhin
Le Haut-commissariat de la République française dans les provinces du Rhin est l'instance française de la Commission interalliée des territoires rhénans (CITR) (1918-1920) puis de la Haute Commission interalliée des territoires rhénans (HCITR) (1920-1930) qui est chargée de régler les questions économiques soulevées par la situation de l'Allemagne au lendemain de la Première Guerre mondiale et par l'occupation.
Paul Tirard, contrôleur général de l’administration des territoires rhénans et président de la CITR, en devient le Haut-commissaire français, assisté d'un Délégué général, et le président, au côté d’un Haut-commissaire britannique et d’un Haut-commissaire belge. Bien qu’elle ne participe pas à l’occupation, l'Italie envoie un représentant siéger à la HCITR entre 1921 et 1923 car elle est concernée par le règlement de la question des réparations de guerre.
Les organismes interalliés de l’occupation comprennent le Secrétariat interallié de la HCITR et différents comités et sous-comités. La Haute Commission est représentée par des Délégués supérieurs à Mayence, Wiesbaden, Coblence, Trèves, Bonn et à Spire, et par des Délégués de cercles, subordonnés aux précédents. La tâche considérable du représentant de la France et la place que le pays devait tenir sur le Rhin, ainsi que les nécessités de l’occupation, imposèrent la création de différents services français, sous l’autorité du Haut commissaire de France.